# A vallás Ázsiában

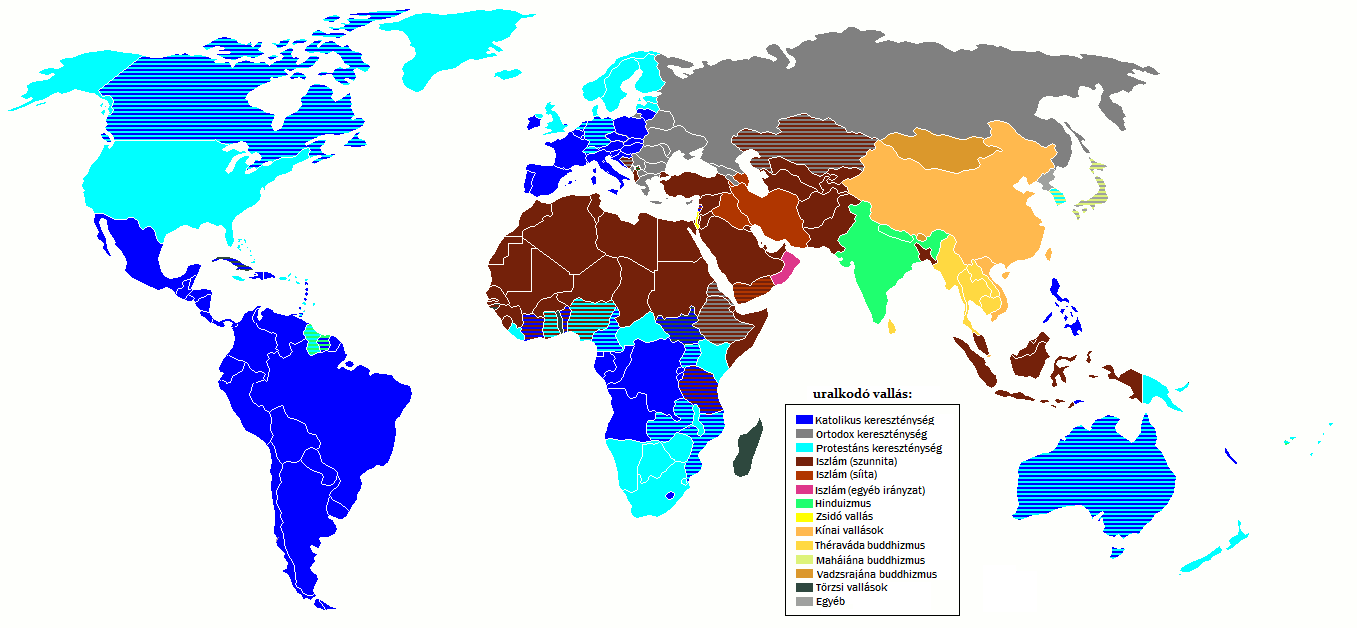
Az uralkodó vallások a világon

Ázsia a legnagyobb és legnépesebb kontinens, és a vallások sokfélesége található meg itt. Ez a kontinens volt a bölcsője a fő világvallásoknak, úgymint az iszlámnak, a kereszténységnek, a hinduizmusnak, a buddhizmusnak, a konfucianizmusnak, a taoizmusnak, a dzsainizmusnak, a szikhizmusnak, a zoroasztrizmusnak, de az összes jelentősebb vallás megtalálható itt.
Az ázsiai ember lelke fogékony a vallási értékek iránt. Általános és jellemző a tisztelet megnyilvánulása a vallási élettel, liturgiával, meditációval, aszkézissel, zarándoklással, szerzetességgel kapcsolatban.  Az ázsiai vallásokat lehetetlen elválasztani Ázsia kulturális hátterétől, attól, amelyben eredetileg kialakultak.
Ázsia ősi népeinek vallásai: a samanizmus (főleg Észak-Ázsiában), az animizmus (szellemhit) és a totemizmus. Ezeket viszont már csaknem kiszorították a nagy világvallások: Közép- és Észak-Ázsiában a 16. századtól az iszlám, a 17. századtól a kereszténység, a 18. századtól a buddhizmus, továbbá a 20. században a marxista ateizmus. Dél- és Kelet-Ázsia területén: a hinduizmus, a buddhizmus, a kínai vallások és a sintoizmus. 

## Vallások

### Iszlám

Iszlám hívők a lakosság százalékában

Az iszlám a 7. században Mohamed által alapított egyistenhívő, fatalizmust hirdető, erőteljesen terjeszkedő világvallás. Hívei szerint Mohamed próféta nem alkotott új vallást, hanem a legmagasabb rendű és végleges formát adta az Ádám kora óta létező ősvallásnak.
Az iszlám egyik további alaptétele így hangzik: Isten minden korban prófétákat küldött az emberiségnek azért, hogy megtanítsa őket minden próféta és minden szent könyv igazságára.  Így hangsúlyozza az iszlám a hit egyetemességét.
Egy muszlim hisz Istenben és az angyalaiban, a szent könyvekben és prófétákban, a végítélet napjában, a halottak feltámadásában, az isteni elrendelésben, a jóban és rosszban, a paradicsomban és a pokolban, Mohamed isteni sugalmazásában, a Korán isteni sugalmazottságában. Az iszlám a béke vallása, de ugyanakkor kész vallási háborúba lépni, ha nézetük szerint Isten azt elrendeli. 
Ma világszerte kb. 1,6 milliárd híve van, Ázsiában kb. 1 milliárd. Ázsiában ma Indonézia a legtöbb hívőt adó muzulmán ország, és Pakisztánnal, Indiával és Bangladessel együtt az ázsiai muszlim népesség több mint felét adja.
Az iszlám történeti fejlődése során három markánsan elkülöníthető áramlatra tagolódott, amelyek bár elismerik egymás létezését, tagjainak muszlim mivoltát, ám örökös ideológiai harcban állnak egymással: szunnita, síita, háridzsita és egyéb irányzatok.
Az iszlám szunnita (többségi) irányzatával szemben a síiták főleg Iránban, Azerbajdzsánban és Dél-Irak térségében vannak túlsúlyban.
A vahhábizmus fő gondolata az iszlám eszméinek megtisztítása a vallásra rárakódott idegen elemektől, ez az irányzat Szaúd-Arábia hivatalos vallása.
Afganisztán, Irán, Irak, Jemen szinte teljes egészében iszlám vallású, de a muszlimok aránya Törökországban, Szaúd-Arábiában, Palesztinában, Pakisztánban, Azerbajdzsánban, Tadzsikisztánban és Üzbegisztánban is meghaladja a lakosság 96%-át. (A többi öböl menti országban csak a nagyszámú bevándorló miatt alacsonyabb.)
Napjainkban az iszlám határozott előretörésének lehetünk tanúi. Iránból kiindulva Pakisztánon át egészen Indonéziáig nagy vitalitást mutat. Az iszlám fundamentalizmus fanatizmusával ugyanakkor veszélyt is jelent, megnehezítve a velük való együttélést. Egyes iszlám országokban megtagadják az alapvető emberi jogokat a vallási kisebbségektől.

### Bahái
Az iszlámból kivált bahái önálló, szinkretista világvallás, mely gyorsan terjed Ázsiában és világszerte. Pár millió követőt tudhat maga mögött.
A bahái egyistenhívő vallás, de mivel Istent lényege szerint teljesen transzcendensnek és megismerhetetlennek tartja, tanításai középpontjában Isten megnyilvánulásai (mazáhiri iláhí) állnak. Hitük szerint ugyanaz az Isten küldte a nagy vallások alapítóit, hogy elősegítsék az emberiség lelki fejlődését. Mózes, Zarathusztra, Buddha, Jézus, Mohamed, Báb és mások erkölcsi tanításai ugyanazok, míg társadalmi tanításai az adott kor szükségleteinek és az emberek felfogóképességének feleltek meg.
A bahái vallási élet középpontjában a személyes áhítat különböző formái állnak (napi kötelező imák, lelkiismeret-vizsgálat, évenként 19 napos böjt), valamint egy közösségi ünnep, amelyet minden 19. napon tartanak. 

### Kereszténység
A keresztény vallás a judaizmusból származik. Jézus soha nem állította, hogy a zsidó vallást el kellene törölni, s nem is akart új vallást alapítani. Azt mondta: Ne gondoljátok, hogy megszüntetni jöttem a törvényt vagy a prófétákat. Nem megszüntetni jöttem, hanem teljessé tenni.
A kereszténység dogmái vagy metafizikai tételei megegyeznek a zsidó valláséival, ám erkölcsi tanításai magasztosabbak és kifinomultabbak. Ugyanakkor Jézus nem tanított dogmákat. Az ő tanítása főképp erkölcsi útmutatásokból állt, mint a hegyi beszéd és olyan példabeszédek testesítették meg a tanítását, amelyek megmutatják a helyes utat. 
A kereszténység az elő-ázsiai térségben, Palesztinában keletkezett az 1. században. Bizonyíthatóan eljutott Indiába már a 4. században. A nesztoriánus keresztények a 7. században már Kínában is végeztek úttörő munkát és lefordították a keresztény Szentírást kínai nyelvre. Az iszlám terjeszkedése a 7-8. században megtörte a kereszténység behatolását Ázsiába, egészen a portugál és spanyol gyarmatosítás (16-17. század) koráig. A kereszténység idegen vallásként – a kolonizációval szoros összefüggésben – jelent meg és terjedt évszázadokon keresztül Ázsiában.  A Fülöp-szigetek kivételével azonban egyetlen ázsiai országban sem ért el néhány százaléknál nagyobb hívőarányt. A protestáns misszió már a 17. században megkezdődött (Indonéziában és Indiában), de csak a 19. század közepétől vált erőteljessé és terjedt ki mindenfelé. Ma az Ázsiában élő keresztények a népesség kb. 5%-át teszik csak ki. 
| \| Ország \| A keresztények a lakosság százalékában \| Összlakosság \| Keresztény lakosság millió vagy ezer főben \| Domináns vallás \| \| -------------- \| -------------------------------------- \| --------------------- \| ------------------------------------------ \| ---------------------- \| \| Örményország \| 98,7% \| 3,299,000 \| 3,25 M \| örmény ortodox, 94-95% \| \| Kelet-Timor \| 98% \| 1,109,000 \| 1,1 M \| római katolikus, 97% \| \| Fülöp-szigetek \| 85-93% \| 100,998,000 \| 85-93 M \| római katolikus, 82% \| \| Grúzia \| 88,5% \| 4,636,000 \| 4,1 M \| grúz ortodox, 83,9% \| \| Ciprus \| 79% \| 793,000 \| 628 ezer \| ortodox, 70% \| \| Oroszország \| 41%-77% [6][7][8][9] \| 142,200,000 [megj. 1] \| 59 M - 120 M[10] [megj. 2] \| orosz ortodox \| \| Libanon \| 41% \| 4,200,000 \| 1,8 M \| iszlám \| \| Dél-Korea \| 29% \| 49,233,000 \| 14,4 M \| vallástalan, 46,5% \| \| Kazahsztán \| 25% \| 16,536,000 \| 4,1 M \| iszlám, 69% - 70% \| \| Szingapúr \| 18% \| 4,608,000 \| 829 ezer \| buddhista 33,3% \| \| Kirgizisztán \| 11-17% \| 5,587,000 \| 600-950 ezer \| iszlám, 86,3% \| \| Indonézia \| 10% \| 245,000,000 \| 25 M \| iszlám, 87-88% \| |                                        |              |                                            |                        |
| Ország | A keresztények a lakosság százalékában | Összlakosság | Keresztény lakosság millió vagy ezer főben | Domináns vallás        |
| Örményország | 98,7%                                  | 3,299,000    | 3,25 M                                     | örmény ortodox, 94-95% |
| Kelet-Timor | 98%                                    | 1,109,000    | 1,1 M                                      | római katolikus, 97%   |
| Fülöp-szigetek | 85-93%                                 | 100,998,000  | 85-93 M                                    | római katolikus, 82%   |
| Grúzia | 88,5%                                  | 4,636,000    | 4,1 M                                      | grúz ortodox, 83,9%    |
| Ciprus | 79%                                    | 793,000      | 628 ezer                                   | ortodox, 70%           |
| Oroszország | 41%-77%                                | 142,200,000  | 59 M - 120 M                               | orosz ortodox          |
| Libanon | 41%                                    | 4,200,000    | 1,8 M                                      | iszlám                 |
| Dél-Korea | 29%                                    | 49,233,000   | 14,4 M                                     | vallástalan, 46,5%     |
| Kazahsztán | 25%                                    | 16,536,000   | 4,1 M                                      | iszlám, 69% - 70%      |
| Szingapúr | 18%                                    | 4,608,000    | 829 ezer                                   | buddhista 33,3%        |
| Kirgizisztán | 11-17%                                 | 5,587,000    | 600-950 ezer                               | iszlám, 86,3%          |
| Indonézia | 10%                                    | 245,000,000  | 25 M                                       | iszlám, 87-88%         |

lásd még:
- Kereszténység Indiában
- Kereszténység Kínában
- Kereszténység Japánban
- Fülöp-szigeteki kereszténység

### Hinduizmus
A hinduizmus egy összefoglaló megnevezés India vallásaira, ahol különböző vallásos hitek, az imádat, a szertartások és hagyományok különböző fajtái foglalnak helyet egymás mellett. A személytelen, mindent átható Brahman mellett sok személyes Istent (Ísvara) is tisztelnek. Az örök körforgást (szanszára), lélekvándorlást és a karma törvényét, valamint a kasztrendszer szükségességét vallják. A hinduizmus nem alakított ki olyan dogmatikai rendszert, mint a többi világvallás. Ez a vallás valamennyi közül a legegyetemesebb, amely más vallások értékeit is megbecsüli és mindazt, amit a többiben igaznak lát, bekebelezi.
A hinduizmus minden idők legrégibb, ma is élő vallása, amelynek nincs alapítója. Olyan vallásrendszer, amely teljes szabadságot enged a racionális gondolkodásnak, és nem várja el a gondolat, az érzelem és az akarat szabadságának korlátozását. Nem kényszerít senkit arra, hogy egy bizonyos dogmát vagy az imádat egy bizonyos formáját elfogadja.
Más vallásoktól eltérően nem jelenti ki, hogy a végső megszabadulás (vagy üdvözülés) csakis egy úton érhető el. A hinduizmus vallási nyitottsága közismert; messzemenőig toleráns és liberális. 
A hindu védánta mesterek nagy hangsúlyt fektetnek az önmegtartóztatásra és önfegyelemre, a lemondásra, és a gyakorlati szádhanára (spirituális tevékenység), valamint arra, hogy a törekvő felfedje a benne levő istenséget, és elérje az önmegvalósítást. 
A hinduk létszáma meghaladja az 1 milliárd főt, akiknek mintegy 94%-a Indiában él. A további legtöbb hindut adó ország Nepál és Banglades, de követői minden földrészen megtalálhatók. Korábban elterjedt vallás volt Hátsó-Indián és Srí Lankán, Nepálban, Malajziában is. 

### Buddhizmus
A buddhizmus a világtörvényen (dharma) és a négy nemes igazságon alapuló, önmegváltást hirdető vallás, Krisztus előtt, Indiában keletkezett. 
A buddhizmus közvetlenül a hinduizmusból nőtt ki. Buddha soha nem gondolt új vallás alapítására, nem fedezett fel semmi újat, a vallásnak csupán a hinduk között korábban uralkodó ősi és letisztult formáját hirdette.  Buddha korában a Védák és Upanisadok tiszta és nemes vallása halott formalitássá, értelmetlen rítusokká és szertartásokká alacsonyodott. 
Buddha azért jött a világra, hogy megmutassa a tisztesség ösvényét, megsemmisítse az eltévelyedés ösvényét, és felszámolja a nyomorúságot.
Az általa hirdetett négy alapelv a következő: a világ tele van szenvedéssel; a szenvedés oka a vágy; a vágy kioltása elvezet a szenvedés megszűnéséhez; a vágy kioltásához pedig a nemes nyolcrétű ösvény vezet el.
Buddha vallása a nirvána üdvösségéhez vezető ösvény. Ez egy út, nem pedig hitvallás. A lelki fejlődés útja, nem pedig tanok összessége. Buddha úgy gondolta, hogy bölcsebb dolog a követőinek gyakorlati utat mutatni, mintsem egy hitvallást adni. 
A buddhizmus nem ateizmus és nem nihilizmus. Buddha nem tagadta meg Istent, csupán kijelentette: Ne törődj olyan kérdésekkel, mint hogy létezik-e Isten? Ne vesztegesd az időd és energiád fölösleges vitákra! Gyakorlatban légy vallásos! Tisztítsd meg a szíved! Uralkodj elméd felett! Élj erkölcsös életet! Így elnyered a nirvánát, a megszabadulást vagy az örök boldogságot. Buddha arra kérte a követőit, hogy ne foglalkozzanak transzcendens kérdésekkel. Minden olyan dolgot félretett, ami nem segítette a cél elérését. 
Soha egyetlen vércsepp sem hullott a buddhizmus nevében. Ez a vallás együtt érző szellemiségének köszönheti elterjedését. Története során nem találkozunk egyetlen olyan háborúval sem, amelyet a nevében indítottak volna, sem olyan néppel, amelyet a buddhizmus nevében igáztak volna le. Tanításai mindig kizárólag békés úton terjedtek. A buddhista hitet a tolerancia és a nyugalom jellemzi. 
Bár a történelem folyamán a buddhizmus Indiából kiszorult, Ázsia népeinek történetében jelentős szerepet játszott, és tölt be ma is. Srí Lankától Japánig terjedt el.
A buddhizmus három fő ága a hínajána ("kis út” vagy "kis szekér"), a mahájána ("nagy út” vagy "nagy szekér") és a vadzsrajána („gyémánt út”).
A hínajána buddhizmus egyik legősibb, máig fennmaradt alága a théraváda buddhizmus, amelyet sokan követnek Srí Lankán és Délkelet-Ázsiában.
A mahájána ág Kelet-Ázsia-szerte terjedt el, melyhez a zen buddhizmus, a nicsiren buddhizmus, a tibeti buddhizmus, a singon buddhizmus és a tendai buddhizmus hagyományai tartoznak. A harmadik ág a vadzsrajána buddhizmus, amely egyesek szerint a mahájána egyik ága.

### Kínai vallás
A kínaiak túlnyomó része az univerzizmus híve, amely a taoizmus, konfucianizmus és a mahájána buddhizmus sajátos (szinkretista) összefonódását jelenti. Az univerzista vallás követőinek száma meghaladja a 800 millió főt Ázsiában. 
Konfucianizmus
A konfucianizmus nem a megszokott értelemben vett vallás, nincsenek papjai és szerzetesrendjei, és Kínában Konfucius előtt is régóta létezett. Egy fennmaradt beszédében Konfucius magáról mint "közvetítőről" beszél, nem pedig "megalkotó"ról vagy "alapító"ról. Nem adott a világnak új vallást vagy erkölcsi szabályokat. Amit a világ tőle kapott, az nem más, mint az emberi etika alapjainak erőteljes újragondolása. A régi elveknek egy új, előrehaladottabb változatát fogalmazta meg.
Konfucius tanításainak lényegét ez az egy szó összegzi: zen. E szó legközelebbi megfelelője a "társadalmi erény". Értjük alatta mindazokat az erényeket, amelyek segítségével fenntartható a társadalom harmóniája és békéje. Ilyen erények a zenben például a jóakarat, a nagylelkűség, az őszinteség, mások tisztelete, szorgalom, szerető gondoskodás és jóság. Konfucius fontosnak tartotta az emberi jellem fejlesztését, a tiszta szívet és életvitelt. Arra buzdította az embereket, hogy elsősorban a nemes jellem kifejlesztésére törekedjenek. 
Taoizmus
A taoizmus megalapítója Lao-ce. A tao kínai szó, jelentése: út, ösvény, irány, "a menny útja". Valójában egy viselkedési elvet vagy irányvonalat takar.
Lao-ce azt mondta: a tao egy, kezdettől fogva létezik, és mindig létezni fog. A tao uralkodik mindenek felett. A tao Lao-ce vallásának és filozófiájának az alapelve.
A tao útja: cselekedni anélkül, hogy gondolnánk a cselekvésre, ízlelni anélkül, hogy megkülönböztetnénk az ízeket; a kicsit nagynak, a keveset soknak látni, és kedvességgel viszonozni a sérelmet. 
A tao elérésének eszközei a belső tisztaság, az alázat, az elégedettség, az együttérzés, a minden teremtmény iránti kedvesség, a magasabb rendű tudás és az önuralom. A megszabadulás a tao megvalósításával érhető el, önmagunk legyőzésével. 
A taoizmusban vannak szerzetesek és apácák. Ők sárga fejfedőt hordanak és gyakran a világtól visszavonultan élnek erdőkben vagy félreeső remetelakokban. 
Népi vallás
A kínai népi vallás egy keveréke a vallásos és nem-vallásos gyakorlatoknak: a helyi kultuszok és hiedelmek, a konfuciánus szabályok (pl. őskultusz), a buddhista életelvek és taoista szertartások egybeolvadásának terméke, szinkretizmusa.
A népi vallás nem rendelkezik teológiával, nincs saját, különálló szervezete, átfogó, szervezett egyházi struktúrája. Nem építette ki saját templomok és egyház-közösségek hálózatát. Az istenségek kultusza, a tiszteletükre emelt templomokkal és papokkal továbbra is mindegyik tan keretein belül maradt.
Kínai buddhizmus
A buddhizmus legelőször az első században érkezett Kínába a Han-dinasztia idején, indiai hittérítőkön keresztül. Onnantól kezdve a buddhizmus jelentős szerepet játszott a kínai történelemben egészen napjainkig. Hatalmas mennyiségű indiai buddhista szöveget fordítottak le kínai nyelvre, amelyeket később kiegészítettek olyan szövegekkel, amelyek már Kínában íródtak. Így jött létre a nyomtatott kínai buddhista kánon, amely nagy hatással volt az egész kelet-ázsiai kulturális légkörre. Ma csak Kínában több mint 28 ezer buddhista kolostor és 16 ezer templom működik, amelyekben a szerzetesek és apácák száma megközelíti a negyedmilliót.

### Sintoizmus
A sintó egy mindent átható, leírhatatlan, egyetemes út. A sintó vagy kami no micsi, azaz a kamik, istenek útja annak a vallásnak a neve, amelyet a japánok ősidők óta gyakorolnak. A kami jelentése lehet istenség, szellemek vagy lélek. A sintó arra utal, amikor valaki önkéntelenül is az istenek útját járja. A sintó nem igazán "izmus", hanem egy tanítás. Nem szó szerint vett elméletek és fogalmak gyűjteménye, hanem a mindent átható Út. 
A sintó két ágra osztható: egyik a felekezeti sintó, amely tizenhárom felekezetre tagozódik, a másik pedig a japánok nemzeti hitének sintója, vagyis az állami sintó vallás.
A sintoizmusban nincs magasröptű filozófia, sem bonyolult szertartás. A sintó nem az állam által elfogadott vallás, hanem a szív vallása. A sintó egy természetes és valós spirituális erő, amely áthatja a japánok életét. A sintó az élet teremtő vagy formáló elve, mely Japán kultúrájának, erkölcsi szabályainak, családmodelljének és nemzeti struktúrájának az alapja. 
A sintó rendszer közelebb áll a hinduizmus rendszeréhez, mint a konfucianizmuséhoz vagy a buddhizmuséhoz. Ez egy személyes vallás, amely minden lénynek isteni jellegeket tulajdonít; egyfajta panteizmus. 

### Szikhizmus
A szikhizmust mintegy 500 évvel ezelőtt alakult Nának guru által. A hinduizmusból és az iszlámból is átvett elemeket, például a hinduizmusból a karma tanát és a szanszárát, az iszlámból a szigorú egyistenhitet. Ma több mint 25 millió követője van, többségük Pandzsábban és Észak-India más vidékein él.
Maga a szó a tanítványt, vagy tanulót jelentő szanszkrit „sziszja” szóból származik. Az indiai pandzsábi nyelvben maga a szikh is tanulást jelent, így a tíz guru tanítványaira és a szikhizmus első guruja, a „Srí Guru Granth Száhib”-nak nevezett szikh szentírás, az Ádi Granth tanításainak követőire utal.
A szikh vallásnak nincs papsága. Minden szikh férfi, ha ismeri a Grant Száhibot, papi teendőket végezhet. Szertartásuk jóformán nincs is. Az istentisztelet a szent könyv olvasásából és himnuszok énekléséből áll. Az otthonokban reggelenként a családfő végzi az istentiszteletet. 

### Dzsainizmus
A dzsain, pontosabban a dzsaina a Dzsina követőjét jelenti, pontosabban azokat az embereket, akik legyőzték alantas természetüket, szenvedélyüket, gyűlöletüket stb. A dzsain kifejezés a dzsina szóból ered, mely "győztes"-t jelent. Ez a szenvedélyek legyőzését jelenti, nem más nemzetek leigázását.  A szenvedélyeket a lélek ellenségeinek tartják, mivel beszennyezik a lélek veleszületett minőségeit, valamint hamis tudáshoz és helytelen viselkedéshez vezetnek. A főbb szenvedélyek a kéjvágy, a harag, a büszkeség és a kapzsiság. 
A dzsain világnézet alapja az értelem, valamint a helyes hit, a helyes tudás, a helyes viselkedés (Három Ékkő), mindez könyörületességgel ötvözve. A dzsain filozófia tanítását az alantas emberi természet legyőzésére alapozza, amely elengedhetetlenül szükséges az igazság felismeréséhez. 
A dzsainizmus minden élőlény egyetemes testvériségét és egyenlőségét hirdeti; emellett a legnagyobb önfegyelem gyakorlására buzdítja követőit. A tisztaság vagy tökéletesség állapota csak az emberi életben érhető el a három ékkő révén.
4-5 millió követője van, többnyire Indiában.

## Vallásföldrajzi régiók

### Délnyugat-Ázsia
Délnyugat-Ázsia régiójára többnyire az arab népességű országok jellemzők, úgymint az Arab-félsziget országai, Szíria, Irak, Irán, Afganisztán, Pakisztán, továbbá Törökország, Libanon, Izrael és a Kaukázus hegység régiója.
A népesség túlnyomó része az iszlám híve. A többség szunnita, Irán viszont túlnyomórészt síita irányzatú.
Grúziában, Örményországban a lakosság nagyobb része keresztény, de Libanonban is igen jelentős az arányuk. Izraelben a lakosság legnagyobb része zsidó vallású.

### Dél-Ázsia
Dél-Ázsia alatt itt India, Nepál, Bhután, Banglades, Srí Lanka országait értjük. Indiában az uralkodó vallás a hinduizmus, jelentős muszlim kisebbséggel (14%). Bangladesben az iszlám az uralkodó, Bhutánban és Srí Lankán a buddhizmus. A keresztények Dél-Indiában és Srí Lankán alkotnak számottevő kisebbséget.

### Délkelet-Ázsia
Délkelet-Ázsia szárazföldi térségére többnyire a théraváda buddhizmus elsőbbsége jellemző. 
Vietnamban a népi vallások az uralkodóak, Ausztronézia régiójában: Malajziában és Indonéziában az iszlám, a Fülöp-szigeteken a kereszténység az uralkodó vallás.

### Kelet-Ázsia
Kelet-Ázsiában jellemző a mahájána buddhizmus befolyása, népi vallások, nagyfokú valláskeveredés (szinkretizmus) és a sokvallásúság.
Kínában a helyi vallások (konfucianizmus és taoizmus) a buddhizmussal összekeveredve az univerzizmust alkotják. 
Koreában a helyi hagyományos vallásra (samanizmus) épült a buddhizmus és a konfucianizmus. Itt, Dél-Koreában jelentős a kereszténység is.
Japánban a sintó népvallás és a buddhizmus összekapcsolódása révén a lakosság túlnyomórésze kettős vallású. Sokan a különféle buddhista és sintoista szekták vagy az új vallások hívei. 
Mongóliában a lámaista buddhizmus követői vannak többségben. 

### Közép-Ázsia
Közép-Ázsiában, az egykori Szovjetunió utódállamainak türk népcsoportjai túlnyomórészt muszlimok (szunniták). Kazahsztánban és Kirgizisztánban jelentős a kereszténység is.

### Észak-Ázsia
Észak-Ázsia Oroszország ázsiai területét foglalja magába. A régió déli sávjában orosz ortodox keresztények, az Altaj-vidéken szunnita iszlám (türk) népcsoportok, a Bajkálon túl lámaista-buddhista burjátok élnek. 
A Szibéria északi részén élő népek, valamint a távol-keleti jakutok és az északi (paleoázsiai) népcsoportok nagy része még animista-sámánista törzsi vallású.

## Országonként
Kelet-Ázsia vallási megoszlása (Pew felmérés 2010):
| ország (vagy terület) | népesség      | keresztény | keresztény % | muszlim    | %     | vallástalan | %      | hindu  | %     | buddhista   | %      | népi vallású | %      | más vallású | %      | zsidó | %     |
| --------------------- | ------------- | ---------- | ------------ | ---------- | ----- | ----------- | ------ | ------ | ----- | ----------- | ------ | ------------ | ------ | ----------- | ------ | ----- | ----- |
| Kína                  | 1 341 340 000 | 68 408 340 | 5,10%        | 24 144 120 | 1,80% | 700 179 480 | 52,20% | 20 000 | 0,00% | 244 123 880 | 18,20% | 293 753 460  | 21,90% | 9 389 380   | 0,70%  | 0     | 0,00% |
| Hongkong              | 7 050 000     | 1 008 150  | 14,30%       | 126 900    | 1,80% | 3 955 050   | 56,10% | 28 200 | 0,40% | 930 600     | 13,20% | 902 400      | 12,80% | 105 750     | 1,50%  | 0     | 0,00% |
| Japán                 | 126 540 000   | 2 024 640  | 1,60%        | 253 080    | 0,20% | 72 127 800  | 57,00% | 30 000 | 0,02% | 45 807 480  | 36,20% | 506 160      | 0,40%  | 5 947 380   | 4,70%  | 0     | 0,00% |
| Észak-Korea           | 24 350 000    | 487 000    | 2,00%        | 0          | 0,00% | 17 361 550  | 71,30% | 0      | 0,00% | 365 250     | 1,50%  | 2 995 050    | 12,30% | 3 141 150   | 12,90% | 0     | 0,00% |
| Dél-Korea             | 48 180 000    | 14 164 920 | 29,40%       | 96 360     | 0,20% | 22 355 520  | 46,40% | 0      | 0,00% | 11 033 220  | 22,90% | 385 440      | 0,80%  | 96 360      | 0,20%  | 0     | 0,00% |
| Makaó                 | 540 000       | 38 880     | 7,20%        | 1 080      | 0,20% | 83 160      | 15,40% | 0      | 0,00% | 93 420      | 17,30% | 318 060      | 58,90% | 5 400       | 1,00%  | 0     | 0,00% |
| Mongólia              | 2 760 000     | 63 480     | 2,30%        | 88 320     | 3,20% | 990 840     | 35,90% | 0      | 0,00% | 1 520 760   | 55,10% | 96 600       | 3,50%  | 0           | 0,00%  | 0     | 0,00% |
| Tajvan                | 23 220 000    | 1 277 100  | 5,50%        | 10 000     | 0,04% | 2 948 940   | 12,70% | 0      | 0,00% | 4 945 860   | 21,30% | 10 263 240   | 44,20% | 3 761 640   | 16,20% | 0     | 0,00% |
| Kelet-Ázsia           | 1 573 980 000 | 87 472 510 | 5,56%        | 24 719 860 | 1,57% | 820 002 340 | 52,10% | 78 200 | 0,00% | 308 820 470 | 19,62% | 309 220 410  | 19,65% | 22 447 060  | 1,43%  | 0     | 0,00% |

Délkelet-Ázsia vallási megoszlása (Pew felmérés 2010):
| ország         | népesség    | keresztény  | keresztény % | muszlim     | %      | vallástalan | %      | hindu     | %       | buddhista   | %      | népi vallású | %      | más vallású | %     | zsidó  | %     |
| -------------- | ----------- | ----------- | ------------ | ----------- | ------ | ----------- | ------ | --------- | ------- | ----------- | ------ | ------------ | ------ | ----------- | ----- | ------ | ----- |
| Brunei         | 400 000     | 37 600      | 9,40%        | 300 400     | 75,10% | 1 600       | 0,40%  | 1 200     | 0,30%   | 34 400      | 8,60%  | 24 800       | 6,20%  | 400         | 0,10% | 0      | 0,00% |
| Mianmar        | 47 960 000  | 3 740 880   | 7,80%        | 1 918 400   | 4,00%  | 239 800     | 0,50%  | 815 320   | 1,70%   | 38 415 960  | 80,10% | 2 781 680    | 5,80%  | 95 920      | 0,20% | 0      | 0,00% |
| Kambodzsa      | 14 140 000  | 56 560      | 0,40%        | 282 800     | 2,00%  | 28 280      | 0,20%  | 0         | 0,00%   | 13 701 660  | 96,90% | 84 840       | 0,60%  | 0           | 0,00% | 0      | 0,00% |
| Indonézia      | 239 870 000 | 23 747 130  | 9,90%        | 209 166 640 | 87,20% | 240 000     | 0,10%  | 4 077 790 | 1,70%   | 1 679 090   | 0,70%  | 719 610      | 0,30%  | 239 870     | 0,10% | 0      | 0,00% |
| Laosz          | 6 200 000   | 93 000      | 1,50%        | 0           | 0,00%  | 55 800      | 0,90%  | 0         | 0,00%   | 4 092 000   | 66,00% | 1 903 400    | 30,70% | 43 400      | 0,70% | 0      | 0,00% |
| Malajzia       | 28 400 000  | 2 669 600   | 9,40%        | 18 090 800  | 63,70% | 198 800     | 0,70%  | 1 704 000 | 6,00%   | 5 026 800   | 17,70% | 653 200      | 2,30%  | 56 800      | 0,20% | 0      | 0,00% |
| Fülöp-szigetek | 105 000 000 | 89 000 000  | 85,00%       | 11 550 000  | 11,00% | 7 350 000   | 7,00%  | 10 000    | 0,00%   | 1 758 000   | 1,50%  | 1 398 900    | 1,50%  | 93 260      | 0,10% | 28 473 | 0,03% |
| Szingapúr      | 5 090 000   | 926 380     | 18,20%       | 727 870     | 14,30% | 834 760     | 16,40% | 264 680   | 5,20%   | 1 725 510   | 33,90% | 117 070      | 2,30%  | 493 730     | 9,70% | 0      | 0,00% |
| Thaiföld       | 69 120 000  | 622 080     | 0,90%        | 3 801 600   | 5,50%  | 207 360     | 0,30%  | 69 120    | 0,10%   | 64 419 840  | 93,20% | 60 000       | 0,09%  | 0           | 0,00% | 0      | 0,00% |
| Kelet-Timor    | 1 120 000   | 1 115 520   | 99,60%       | 1 120       | 0,10%  | 0           | 0,00%  | 0         | 0,00%   | 0           | 0,00%  | 1 120        | 0,10%  | 0           | 0,00% | 0      | 0,00% |
| Vietnam        | 94 700 000  | 7 765 400   | 8,2%         | 175 700     | 0,20%  | 28 031 200  | 29,6%  | 151 200   | 0,0016% | 15 530 800  | 16,4%  | 42 899 100   | 45,30% | 351 400     | 0,40% | 0      | 0,00% |
| Délkelet-Ázsia | 593 410 000 | 116 571 210 | 21,33%       | 245 594 630 | 40,38% | 31 903 260  | 4,70%  | 6 932 110 | 1,17%   | 143 582 660 | 24,20% | 47 540 670   | 8,01%  | 1 374 780   | 0,23% | 28 437 | 0,00% |

Dél-Ázsia vallási megoszlása (Pew felmérés 2010):
| ország          | népesség      | keresztény | keresztény % | muszlim     | %      | vallástalan | %     | hindu         | %      | buddhista  | %      | népi vallású | %     | más vallású | %     | zsidó  | %     |
| --------------- | ------------- | ---------- | ------------ | ----------- | ------ | ----------- | ----- | ------------- | ------ | ---------- | ------ | ------------ | ----- | ----------- | ----- | ------ | ----- |
| Banglades       | 148 690 000   | 297 380    | 0,20%        | 133 523 620 | 89,80% | 80 000      | 0,05% | 13 530 790    | 9,10%  | 743 450    | 0,50%  | 594 760      | 0,40% | 30 000      | 0,02% | 0      | 0,00% |
| Bhután          | 730 000       | 3 650      | 0,50%        | 1 460       | 0,20%  | 0           | 0,00% | 164 980       | 22,60% | 545 310    | 74,70% | 13 870       | 1,90% | 0           | 0,00% | 0      | 0,00% |
| India           | 1 224 610 000 | 30 615 250 | 2,50%        | 176 343 840 | 14,40% | 870 000     | 0,07% | 973 564 950   | 79,50% | 9 796 880  | 0,80%  | 6 123 050    | 0,50% | 28 166 030  | 2,30% | 10 000 | 0,00% |
| Maldív-szigetek | 320 000       | 1 280      | 0,40%        | 314 880     | 98,40% | 0           | 0,00% | 960           | 0,30%  | 1 920      | 0,60%  | 0            | 0,00% | 0           | 0,00% | 0      | 0,00% |
| Nepál           | 29 960 000    | 149 800    | 0,50%        | 1 378 160   | 4,60%  | 89 880      | 0,30% | 24 177 720    | 80,70% | 3 085 880  | 10,30% | 1 108 520    | 3,70% | 20 000      | 0,07% | 0      | 0,00% |
| Pakisztán       | 173 590 000   | 2 777 440  | 1,60%        | 167 340 760 | 96,40% | 20 000      | 0,01% | 3 298 210     | 1,90%  | 20 000     | 0,01%  | 30 000       | 0,02% | 20 000      | 0,01% | 0      | 0,00% |
| Srí Lanka       | 20 860 000    | 1 522 780  | 7,30%        | 2 044 280   | 9,80%  | 0           | 0,00% | 2 836 960     | 13,60% | 14 455 980 | 70,30% | 0            | 0,00% | 0           | 0,00% | 0      | 0,00% |
| Dél-Ázsia       | 1 598 760 000 | 35 367 580 | 2,21%        | 480 947 000 | 30,08% | 1 059 880   | 0,07% | 1 017 574 570 | 63,65% | 28 649 420 | 1,79%  | 7 870 200    | 0,49% | 28 236 030  | 1,77% | 10 000 | 0,00% |

Közel-Kelet vallási megoszlása (Pew felmérés 2010):
| ország                  | népesség    | keresztény | keresztény % | muszlim     | %      | vallástalan | %     | hindu     | %      | buddhista | %     | népi vallású | %     | más vallású | %     | zsidó     | %      |
| ----------------------- | ----------- | ---------- | ------------ | ----------- | ------ | ----------- | ----- | --------- | ------ | --------- | ----- | ------------ | ----- | ----------- | ----- | --------- | ------ |
| Bahrein                 | 1 260 000   | 182 700    | 14,50%       | 885 780     | 70,30% | 23 940      | 1,90% | 123 480   | 9,80%  | 31 500    | 2,50% | 0            | 0,00% | 2 520       | 0,20% | 7 560     | 0,60%  |
| Irak                    | 31 670 000  | 253 360    | 0,80%        | 31 353 300  | 99,00% | 31 670      | 0,10% | 0         | 0,00%  | 0         | 0,00% | 0            | 0,00% | 20 000      | 0,06% | 0         | 0,00%  |
| Izrael                  | 7 420 000   | 148 400    | 2,00%        | 1 380 120   | 18,60% | 230 020     | 3,10% | 0         | 0,00%  | 22 260    | 0,30% | 14 840       | 0,20% | 7 420       | 0,10% | 5 609 520 | 75,60% |
| Jordánia                | 6 190 000   | 136 180    | 2,20%        | 6 016 680   | 97,20% | 0           | 0,00% | 6 190     | 0,10%  | 24 760    | 0,40% | 0            | 0,00% | 0           | 0,00% | 0         | 0,00%  |
| Kuvait                  | 2 740 000   | 391 820    | 14,30%       | 2 030 340   | 74,10% | 0           | 0,00% | 232 900   | 8,50%  | 76 720    | 2,80% | 0            | 0,00% | 8 220       | 0,30% | 0         | 0,00%  |
| Libanon                 | 4 230 000   | 1 620 090  | 38,30%       | 2 592 990   | 61,30% | 12 690      | 0,30% | 0         | 0,00%  | 8 460     | 0,20% | 0            | 0,00% | 0           | 0,00% | 0         | 0,00%  |
| Omán                    | 2 780 000   | 180 700    | 6,50%        | 2 388 020   | 85,90% | 5 560       | 0,20% | 152 900   | 5,50%  | 22 240    | 0,80% | 0            | 0,00% | 27 800      | 1,00% | 0         | 0,00%  |
| Palesztina              | 4 040 000   | 96 960     | 2,40%        | 3 943 040   | 97,60% | 0           | 0,00% | 0         | 0,00%  | 0         | 0,00% | 0            | 0,00% | 0           | 0,00% | 0         | 0,00%  |
| Katar                   | 1 760 000   | 242 880    | 13,80%       | 1 191 520   | 67,70% | 15 840      | 0,90% | 242 880   | 13,80% | 54 560    | 3,10% | 0            | 0,00% | 12 320      | 0,70% | 0         | 0,00%  |
| Szaúd-Arábia            | 27 450 000  | 1 207 800  | 4,40%        | 25 528 500  | 93,00% | 192 150     | 0,70% | 301 950   | 1,10%  | 82 350    | 0,30% | 82 350       | 0,30% | 82 350      | 0,30% | 0         | 0,00%  |
| Szíria                  | 20 410 000  | 1 061 320  | 5,20%        | 18 940 480  | 92,80% | 408 200     | 2,00% | 0         | 0,00%  | 0         | 0,00% | 0            | 0,00% | 0           | 0,00% | 0         | 0,00%  |
| Egyesült Arab Emírségek | 7 510 000   | 946 260    | 12,60%       | 5 775 190   | 76,90% | 82 610      | 1,10% | 495 660   | 6,60%  | 150 200   | 2,00% | 0            | 0,00% | 60 080      | 0,80% | 0         | 0,00%  |
| Jemen                   | 24 050 000  | 48 100     | 0,20%        | 23 833 550  | 99,10% | 24 050      | 0,10% | 144 300   | 0,60%  | 0         | 0,00% | 0            | 0,00% | 0           | 0,00% | 0         | 0,00%  |
| Közel-Kelet             | 141 510 000 | 6 516 570  | 4,61%        | 125 859 510 | 88,94% | 1 026 730   | 0,73% | 1 700 260 | 1,20%  | 473 050   | 0,33% | 97 190       | 0,07% | 220 710     | 0,16% | 5 617 080 | 3,97%  |

Nyugat-Ázsia vallási megoszlása (Pew felmérés 2010):
| ország       | népesség    | keresztény | keresztény % | muszlim     | %      | vallástalan | %     | hindu  | %     | buddhista | %     | népi vallású | %     | más vallású | %     | zsidó  | %     |
| ------------ | ----------- | ---------- | ------------ | ----------- | ------ | ----------- | ----- | ------ | ----- | --------- | ----- | ------------ | ----- | ----------- | ----- | ------ | ----- |
| Afganisztán  | 31 410 000  | 31 410     | 0,10%        | 31 315 770  | 99,70% | 0           | 0,00% | 10 000 | 0,03% | 0         | 0,00% | 0            | 0,00% | 20 000      | 0,06% | 1      | 0,00% |
| Azerbajdzsán | 9 190 000   | 275 700    | 3,00%        | 8 905 110   | 96,90% | 0           | 0,00% | 0      | 0,00% | 0         | 0,00% | 0            | 0,00% | 0           | 0,00% | 0      | 0,00% |
| Ciprus       | 1 100 000   | 805 200    | 73,20%       | 278 300     | 25,30% | 13 200      | 1,20% | 0      | 0,00% | 2 200     | 0,20% | 0            | 0,00% | 0           | 0,00% | 0      | 0,00% |
| Észak-Ciprus | 294 906     | 1 475      | 0,50%        | 291 957     | 99,00% | 1 474       | 0,50% | 0      | 0,00% | 0         | 0,00% | 0            | 0,00% | 0           | 0,00% | 0      | 0,00% |
| Irán         | 73 970 000  | 147 940    | 0,20%        | 73 600 150  | 99,50% | 73 970      | 0,10% | 20 000 | 0,03% | 0         | 0,00% | 0            | 0,00% | 147 940     | 0,20% | 0      | 0,00% |
| Örményország | 3 090 000   | 3 043 650  | 98,50%       | 0           | 0,00%  | 40 170      | 1,30% | 0      | 0,00% | 0         | 0,00% | 0            | 0,00% | 3 090       | 0,10% | 0      | 0,00% |
| Törökország  | 72 750 000  | 291 000    | 0,40%        | 71 295 000  | 98,00% | 873 000     | 1,20% | 0      | 0,00% | 40 000    | 0,05% | 20 000       | 0,03% | 145 500     | 0,20% | 20 000 | 0,03% |
| Nyugat-Ázsia | 191 510 000 | 4 594 900  | 2,40%        | 185 394 330 | 96,81% | 1 000 340   | 0,52% | 30 000 | 0,02% | 42 200    | 0,02% | 20 000       | 0,01% | 316 530     | 0,17% | 20 000 | 0,01% |

Közép-Ázsia vallási megoszlása (Pew felmérés 2010):
| ország        | népesség   | keresztény | keresztény % | muszlim    | %      | vallástalan | %     | hindu | %     | buddhista | %     | népi vallású | %     | más vallású | %     | zsidó  | %     |
| ------------- | ---------- | ---------- | ------------ | ---------- | ------ | ----------- | ----- | ----- | ----- | --------- | ----- | ------------ | ----- | ----------- | ----- | ------ | ----- |
| Kazahsztán    | 16 030 000 | 3 975 440  | 24,80%       | 11 285 120 | 70,40% | 673 260     | 4,20% | 0     | 0,00% | 32 060    | 0,20% | 48 090       | 0,30% | 16 030      | 0,10% | 0      | 0,00% |
| Kirgizisztán  | 5 330 000  | 607 620    | 11,40%       | 4 690 400  | 88,00% | 21 320      | 0,40% | 0     | 0,00% | 0         | 0,00% | 5 330        | 0,10% | 0           | 0,00% | 0      | 0,00% |
| Tádzsikisztán | 6 880 000  | 110 080    | 1,60%        | 6 652 960  | 96,70% | 103 200     | 1,50% | 0     | 0,00% | 0         | 0,00% | 0            | 0,00% | 0           | 0,00% | 0      | 0,00% |
| Türkmenisztán | 5 040 000  | 322 560    | 6,40%        | 4 687 200  | 93,00% | 25 200      | 0,50% | 0     | 0,00% | 0         | 0,00% | 0            | 0,00% | 0           | 0,00% | 0      | 0,00% |
| Üzbegisztán   | 27 440 000 | 631 120    | 2,30%        | 26 534 480 | 96,70% | 219 520     | 0,80% | 0     | 0,00% | 10 000    | 0,04% | 10 000       | 0,04% | 0           | 0,00% | 10 000 | 0,04% |
| Közép-Ázsia   | 60 720 000 | 5 646 820  | 9,30%        | 53 850 160 | 88,69% | 1 042 500   | 1,72% | 0     | 0,00% | 42 060    | 0,07% | 63 420       | 0,10% | 16 030      | 0,03% | 10 000 | 0,02% |

## Megjegyzés
1. ↑  teljes lakosság, európai és ázsiai részen
2. ↑  európai és ázsiai részen együtt

## Egyéb irodalom
- Nemeshegyi Péter SJ: A kelet-ázsiai vallások története,  L’Harmattan, Budapest, 2020